# Adisura straminea
Adisura straminea là một loài bướm đêm trong họ Noctuidae.